# Hristo Ivanov
Pour les articles homonymes, voir Ivanov.
Hristo Ivanov (en bulgare : Христо Иванов), né le 13 septembre 1974 à Sofia, est un juriste et homme d'État bulgare. Il est vice-Premier ministre et ministre de la Justice du cabinet de Georgi Bliznachki du 6 août au 7 novembre 2014. Il est ministre de la Justice du gouvernement de Boïko Borissov du 7 novembre 2014 au 18 décembre 2015.

## Biographie

### Parcours politique
Le 6 août 2014, il est nommé ministre de la Justice (et vice-Premier ministre) dans le gouvernement transitoire de technocrates formé par Gueorgui Bliznachki. Il est reconduit dans ses fonctions le 7 novembre suivant, dans le gouvernement de coalition centriste du Premier ministre conservateur Boïko Borissov, sur proposition du Bloc réformateur (RB). Il est remplacé par Ekaterina Zakharieva le 18 décembre 2015.
Le 7 janvier 2017, il fonde un nouveau parti politique appelé Oui, Bulgarie ! dont il est élu président. À partir de 2018, le parti rejoint l'alliance Bulgarie démocratique qui aux élections législatives de juillet 2021 remporte 34 sièges. Cependant aux élections anticipées de novembre 2021, l'alliance perd la moitié de ses sièges, ce qui entraîne la démission d'Ivanov et de l'ensemble de la direction de Oui, Bulgarie !